# Catedrala Adormirea Maicii Domnului din Buzău
Catedrala Adormirea Maicii Domnului din Buzău este un monument istoric și de arhitectură din municipiul Buzău. Lăcașul a servit drept catedrală a Episcopiei Buzăului până la construirea unei catedrale din beton în secolul al XXI-lea.